# Wael Shawky
Wael Shawky, né en 1971 à Alexandrie (Égypte), est un artiste égyptien. Il est représenté par Galerie Sfeir-Semler et Gallerie Lisson.
S'appuyant sur de longues périodes de recherche et d'enquête, le travail de Wael Shawky aborde les notions d'identité nationale, religieuse et artistique à travers le cinéma, la performance et la narration. Shawky encadre la culture contemporaine à travers le prisme de la tradition historique et vice versa. Dans sa trilogie de poupées et de marionnettes, mélangeant vérité et fiction, merveille enfantine et doctrine spirituelle, Shawky met en scène des affrontements entre musulmans et chrétiens à l'époque médiévale.

## Biographie
Wael Shawky naît en 1971 à Alexandrie, en Égypte, et passe sa jeunesse à La Mecque, en Arabie saoudite, avant de retourner en Égypte à l'âge de 13 ans. Shawky est l'un des artistes les plus célèbres du Moyen-Orient et acquiert une reconnaissance internationale pour ses œuvres qui retracent l'histoire des croisades à travers la vision du Moyen-Orient. Il est titulaire d'une maîtrise en beaux-arts de l'Université de Pennsylvanie, à Philadelphie, aux États-Unis, et d'un baccalauréat en beaux-arts de l'Université d'Alexandrie, en Égypte.
En 2016, Shawky a des expositions personnelles à la Kunsthaus à Bregenz (Autriche), à la Fondazione Merz et au Castello di Rivoli, tous deux à Turin, en Italie. En 2014, à Londres, Serpentine Galleries organise une exposition personnelle de son travail. Les œuvres de Shawky peuvent être trouvées dans de nombreuses collections publiques, notamment : le Museum of Modern Art (MoMA), à New York (États-Unis), la National Gallery of Canada, à Ottawa (Canada) et la Tate Collection, à Londres (Royaume-Uni). Il est représenté par la Lisson Gallery.
Dans son ambitieuse trilogie cinématographique, Cabaret Crusades, Wael prend comme sujet les récits historiques et sociopolitiques complexes entourant les guerres saintes chrétiennes. La série a débuté en 2010 et s'est finalement achevée en janvier 2015, lors de sa première au MoMA PS1, à New York Cabaret Crusades se compose de trois films : The Horror Show File, The Path to Cairo et The Secrets of Karbala, vaguement inspiré par Les Croisades vues par les Arabes  de l'écrivain libanais Amin Maalouf. Les films de Shawky dépeignent divers récits historiques dans une tentative de fournir et d'illustrer une perspective arabe sur les croisades (de 1095 à 1204). Tous les personnages des trois films de Shawky sont interprétés par des marionnettes et présentent l'arabe classique. Le deuxième épisode, The Path to Cairo, met en vedette des marionnettes en argile — un matériau que l'on croit être ce dont les humains sont faits selon le Coran.
En 2011, Shawky présente son travail à la 12e Biennale d'Istanbul. En 2013, il crée une performance en direct pour la Biennale de Sharjah à partir de sa série « Dictums », où trente travailleurs (principalement d'origine pakistanaise) chantent une chanson en qawwali, une forme de musique de dévotion soufie avec des mots empruntés à la déclaration curatoriale de la Biennale. Shawky reçoit le prix de la Biennale de Sharjah pour ce travail. En 2010, Shawky lance MASS Alexandria, le premier programme de studio indépendant pour les jeunes artistes à Alexandrie, en Égypte.

## Expositions
- 2024	Egyptian Pavillon, La Biennale Di Venezia 2024
- 2023	I am Hymns of the New Temples, Sfeir-Semler Karantina, Beirut, Lebanon[19]
- 2023 I Am Hymns of the New Temples, Parc archéologique de Pompéi, Pompéi, Italie
- 2023	In the Heart of Another Country: The Diasporic Imagination Rises, Sharjah Art Foundation, Sharjah, Émirats arabes unis
- 2023 Alexandria: Past Futures, MUCEM, Marseille, France
- 2023 MACBA Collection. Prelude. Poetic Intention, MACBA, Barcelona, Espagne
- 2023 In The Heart of Another Country, Deichtorhallen Hambourg,
- 2022	Dry Culture Wet Culture, Museum Leuven, Belgium
- 2022	Cabaret Crusades: The Horror Show File, Tate Modern, London, United Kingdom
- Alexandria: Past Futures, Bozar Centre for Fine Arts, Brussels, Belgium
- 2021	FOCUS: Wael Shawky, Modern Art Museum of Fort Worth, Texas, USA
- 2019	Al Araba Al Madfuna, The Polygon Gallery, Vancouver, Canada
- 2019 Gohyang: Home, SeMA, Seoul Museum of Art, Seoul, South Korea
- 2019 Look for Me All Around You, Sharjah Biennial 14, Sharjah Art Foundation, UAE
- 2018	The Crusades and Current Stories, ARoS, Aarhus Kunstmuseum, Aarhus, Denmark
- 2018 Crude, Jameel Arts Center, Dubai, UAE
- 2018 Beyond Borders, Boghossian Foundation, Brussels, Belgium
- 2018 Wael Shawky, Lia Rumma Gallery, Naples, Italy
- 2018 Al Araba Al Madfuna III, Galerie Sfeir-Semler, Hamburg, Germany[20]
- 2018 The Song of Roland: The Arabic Version, Sharjah Art Foundation, Sharjah, United Arab Emirates
- 2018 The Song of Roland: The Arabic Version, The Theater an der Wien, The Opera House, Vienna, Austria
- 2018 Al Araba Al Madfuna III, St. Elmo Exam Center, Valletta, Malta
- 2017	Al Araba Al Madfuna, Museum of Contemporary Art (MOCA), Yinchaun, China
- 2017 The Song of Roland: The Arabic Version, Theatre de Welt, Kampnagel, Hamburg, Germany
- 2017 The Song of Roland: The Arabic Version, Stadsschouwburg Amsterdam, Holland Festival, Amsterdam, Holland
- 2017 The Song of Roland: The Arabic Version, Onasis cultural center, Athens, Greece
- 2017 Focus on Wael Shawky, Onasis Cultural Center, Athens, Greece
- 2017 Focus on Wael Shawky, National Museum of Contemporary Art, Athens, Greece
- 2017 Cabaret Crusades: The Path to Cairo, Palazzo Branciforte, Palermo, Sicily
- 2017 Al Araba Al Madfuna III, Saints Euno and Giuliano Church, Palermo, Sicily
- 2017 Cabaret Crusades trilogy screening, Gene Siskel Film Center, Chicago, USA
- 2016	Cabaret Crusades, Castello di Rivoli, Turin, Italy
- 2016 Al Araba Al Madfuna, Fondazione Merz, Turin, Italy
- 2016 Wael Shawky, Kunsthaus Bregenz, Bregenz, Austria
- 2016 Wael Shawky, Al Araba Al Madfuna III, Fondazione Merz, Zurich, Switzerland
- 2016 Wael Shawky. Drawing, Lisson Gallery, Milan, Italy
- 2015 Cabaret Crusades: The Secrets of Karbala, Sfeir Semler Karantina, Beirut, Lebanon[21].
- 2015	Cabaret Crusades, MoMA PS1, New York, USA
- 2015 Crusades and Other Stories, MATHAF: Arab Museum of Modern Art, Doha, Qatar
- 2015 Cabaret Crusades trilogy screenings, Palais Royal – Musée du Louvre, Paris, France
- 2014	Cabaret Crusades, K20 Museum: Kunstsammlung Nordrhein-Westfalen, Dusseldorf, Germany
- 2014 Al Araba Al Madfuna II, Festwochen-Zentrum im Künstlerhaus, Vienna, Austria
- 2014 Horsemen Adore Perfumes and Other Stories, Sharjah Art Foundation, Sharjah, United Arab Emirates
- 2014 Dictums, Lisson Gallery, London, United Kingdom
- 2013	al-Qurban/The Offering, Serpentine Gallery, London, United Kingdom
- 2013 Cabaret Crusades, Ludwig Forum, Aachen, Germany
- 2013 Cabaret Crusades: The Horror Show File, The Hammer Museum, Los Angeles, CA, USA
- 2013 Wael Shawky, Art Gallery of York University, Toronto, Canada
- 2013 Cabaret Crusades: The Path to Cairo, Pinault Collection, Teatrino Palazzo Grassi, Venice, Italy
- 2012	Al Araba Al Madfuna, KW: Kunst-Werke Institute, Berlin, Germany
- 2011	Wael Shawky, Nottingham Contemporary, Nottingham, United Kingdom
- 2011 Drawings and Flags from Cabaret Crusades, Walker Art Gallery, National Museums, Liverpool, UK
- 2011 Larvae Channel, Delfina Foundation, London, UK
- 2010	Contemporary Myths, Cittadellarte – Fondazione Pistoletto, Biella, Italy
- 2010 Contemporary Myths II, Sfeir-Semler Karantina, Beirut, Lebanon[22]
- 2009	Larvae Channel 2, Project Gentili, Berlin, Germany
- 2009 Clean History, Townhouse Gallery, Cairo, Egypt
- 2009 Wael Shawky, Darat al Funun, Amman, Jordan
- 2007	Then you will return to me and I will judge between you in the matters in which you used to dispute, Kunsthalle Winterthur, Winterthur, Switzerland
- 2007 Digital Church, Collective Gallery, Edinburgh, United Kingdom
- 2007 The Forty Days Road, Wet Culture – Dry Culture, Galeria Sztuki Wspolczesnej, Bunkier Sztukim, Krakow, Poland
- 2007 Al Aqsa Park, YAMA, digital screen on top of Marmara Hotel, Istanbul, Turkey
- 2007 Telematch Sadat/Telematch Market/Al Aqsa Park, Koninklijke Vlaamse Schouwburg, Brussels, Belgium
- 2007 Telematch Sadat/Al Aqsa Park, Hebbel am Ufer 3, Berlin, Germany
- 2007 Telematch Sadat, San Matteo Curch, Lucca, Italy
- 2006	Drawings 1998–2006, Townhouse Gallery, Cairo, Egypt
- 2005	The Green Land Circus, Factory Space, Townhouse Gallery, Cairo, Egypt
- 2005 Wael Shawky, Ludwigsburg Kunstverein, Ludwigsburg, Germany
- 2003	Asphalt Quarter, Townhouse Gallery, Cairo, Egypt
- 2002	When he decided to visit the Christmas village, Townhouse Gallery, Cairo, Egypt
- 2001	Transitions, Ashkal Alwan, Beirut, Lebanon
- 2001 Sidi El Asphalt’s Moulid, Townhouse Gallery, Cairo, Egypt

## Récompenses et distinctions
Wael Shawky a remporté de nombreux prix et récompenses pour son travail. Il a remporté le prix Ernst Schering Foundation Art en 2011 et est le récipiendaire du premier prix Mario Merz (2015) pour sa trilogie cinématographique Al Araba Al Madfuna.
- 2017 Citoyenneté d'honneur de la ville de Palerme, Italie
- 2015 Prix Mario Merz, Turin, Italie
- 2013 Prix Louis Vuitton et Kino der Kunst pour l'œuvre filmique, Munich, Allemagne
- 2013 Prix de la 11ème Biennale de Sharjah, pour dictums 10:120, Performance, Sharjah, Émirats Arabes Unis
- 2012 Abraaj Capital Art Prize, Dubaï, Émirats Arabes Unis
- 2011 Kunstpreis der Schering Stiftung, Kunst-Werke Institute, Berlin, Allemagne
- 2011 Artiste en résidence, Centre for Possible Studies, Serpentine Gallery, Londres, Royaume-Uni
- 2009 Grand Prix, 25e Biennale d'Alexandrie, Alexandrie, Le Caire
- 2007 Bourse de la Fondation Ford, Le Caire, Égypte
- 2005 Bourse de mise en service internationale, Conseil culturel de Lower Manhattan, New York, États-Unis
- 2004 Prix international de l'Initiative des arts du monde islamique, Arts International, New York, États-Unis
- 2004 Bourse de l'American Center Foundation, Philadelphie, États-Unis
- 2001 Prix d'honneur, Rita Longa International, Codema, Bayamo, Cuba
- 2000 Prix Piero Dorazio, Université de Pennsylvanie, Philadelphie, États-Unis
- 1996 Grand Prix du Nil, 6e Biennale internationale du Caire, Le Caire, Égypte
- 1994 Grand Prix Akhenaton, 6e Salon de la Jeunesse, Centre des Arts d'Akhenaton, Le Caire, Egypte